# Dmitri Sergejewitsch Worobjow
Dmitri Sergejewitsch Worobjow (russisch Дмитрий Сергеевич Воробьёв; * 18. Oktober 1985 in Toljatti, Russische SFSR) ist ein russischer Eishockeyspieler, der seit September 2019 beim HK Dukla Michalovce aus der slowakischen Extraliga unter Vertrag steht und dort auf der Position des Verteidigers spielt.

## Karriere
Dmitri Worobjow begann seine Karriere als Eishockeyspieler in seiner Heimatstadt in der Nachwuchsabteilung des HK Lada Toljatti, für dessen Profimannschaft er von 2003 bis 2008 in der russischen Superliga aktiv war. In der Saison 2004/05 wurde der Verteidiger mit seiner Mannschaft Vizemeister, in der folgenden Spielzeit gewann er mit dem HK Lada auf europäischer Ebene den IIHF Continental Cup. Zur Saison 2008/09 wurde der HK Lada Toljatti in die neu gegründete Kontinentale Hockey-Liga aufgenommen. Kurz vor Saisonende wechselte er innerhalb der Liga zu Salawat Julajew Ufa, für das er jedoch nur fünf Spiele bestritt, ehe er die folgende Spielzeit beim HK Dynamo Moskau verbrachte.
In der Saison 2010/11 stand Worobjow für den SKA Sankt Petersburg in der KHL auf dem Eis. Parallel bestritt er zwei Partien für deren Farmteam HK WMF Sankt Petersburg in der Wysschaja Hockey-Liga, der zweiten russischen Spielklasse. Zur Saison 2011/12 wurde der Russe von Torpedo Nischni Nowgorod verpflichtet.
Im Januar 2012 kehrte Badjukow zum SKA zurück und absolvierte für diesen bis zum Ende der Spielzeit 2012/13 68 KHL-Partien, ehe er im Mai 2013 für ein Wahlrecht im KHL Junior Draft 2013 an Torpedo Nischni Nowgorod abgegeben wurde. Im August des gleichen Jahres verließ er Torpedo wieder, nachdem ihn der Klub gegen Pawel Walentenko vom HK Awangard Omsk eingetauscht hatte. Wenige Monate später war er wieder Teil eines Tauschgeschäfts, als er im November 2013 an Admiral Wladiwostok abgegeben wurde. Im Gegenzug wechselte Anton Poleschtschuk nach Omsk.
Im Mai 2014 kehrte er zu seinem Heimatverein Lada Toljatti zurück, wo er bis zum Sommer 2018 spielte. Nach einer Saison bei Amur Chabarowsk wechselte der Russe im September 2019 zum HK Dukla Michalovce aus der slowakischen Extraliga.

### International
Für Russland nahm Worobjow im Juniorenbereich ausschließlich an der U20-Junioren-Weltmeisterschaft 2005 teil, bei der er mit seiner Mannschaft die Silbermedaille gewann. Im Seniorenbereich stand er im Aufgebot seines Landes bei der Weltmeisterschaft 2008, bei der er mit Russland Weltmeister wurde sowie in den Jahren 2006, 2007 und 2008 bei der Euro Hockey Tour.

## Erfolge und Auszeichnungen
- 2005 Russischer Vizemeister mit dem HK Lada Toljatti
- 2006 IIHF-Continental-Cup-Gewinn mit dem HK Lada Toljatti
- 2010 Spengler-Cup-Gewinn mit dem SKA Sankt Petersburg

### International
- 2005 Silbermedaille bei der U20-Junioren-Weltmeisterschaft
- 2008 Goldmedaille bei der Weltmeisterschaft

## KHL-Statistik
(Stand: Ende der Saison 2018/19)